# Cedusa impada
Cedusa impada är en insektsart som beskrevs av Kramer 1986. Cedusa impada ingår i släktet Cedusa och familjen Derbidae. Inga underarter finns listade i Catalogue of Life.